# Jeremy Hunt
Jeremy Hunt (ur. 1 listopada 1966 w Godalming) – brytyjski polityk, członek Partii Konserwatywnej. W gabinecie Davida Camerona był początkowo ministrem kultury, mediów, sportu oraz igrzysk olimpijskich. W latach 2012–2018 minister zdrowia w gabinetach Davida Camerona i Theresy May. W latach 2018–2019 minister spraw zagranicznych. Od 14 października 2022 minister finansów w gabinecie Liz Truss. Po rezygnacji Truss z roli premiera Wielkiej Brytanii, pozostawał ministrem w gabinecie Rishi Sunaka. Poseł do Izby Gmin od 2005.

## Życiorys
Pochodzi z zamożnej rodziny, jego ojciec był wysokim oficerem Royal Navy. Ukończył z wyróżnieniem studia na University of Oxford, obejmujące filozofię, politologię i ekonomię. W 1987 pełnił funkcję szefa związku konserwatystów na tej uczelni. Karierę zawodową zaczynał jako konsultant w dziedzinie zarządzania, ale wkrótce wyjechał do Japonii, gdzie był nauczycielem języka angielskiego. Równocześnie sam opanował język japoński, którym do dziś posługuje się biegle. Po powrocie do kraju podjął pracę w branży public relations, a potem został współwłaścicielem firmy wydającej książki telefoniczne.
W wyborach w 2005 roku uzyskał mandat do Izby Gmin w okręgu wyborczym South West Surrey reprezentowanym wcześniej przez Virginię Bottomley, która przeniosła się do Izby Lordów. Uzyskiwał w tym okręgu reelekcje w latach: 2010, 2015, 2017 i 2019. W 2024, w związku z jego likwidacją, kandydował z powodzeniem w nowo utworzonego okręgu Godalming and Ash.
W 2005 wszedł do gabinetu cieni jako minister ds. osób niepełnosprawnych. W 2007 przydzielono mu kwestie kultury, mediów i sportu. Po zwycięstwie konserwatystów w wyborach w 2010 roku został ministrem odpowiedzialnym za te zagadnienia w gabinecie. Dodatkowo kierował pracami rządu związanymi z przygotowaniami do Igrzysk Olimpijskich w Londynie w 2012 roku. W czasie rekonstrukcji rządu we wrześniu 2012 został przeniesiony na stanowisko ministra zdrowia. Pozostał na tym stanowisku również po wyborach z 2015, w których konserwatyści zdobyli samodzielną większość. 9 lipca 2018 po wcześniejszej rezygnacji ze stanowiska ministra zdrowia został ministrem spraw zagranicznych.
W lipcu 2019 przegrał głosowanie na lidera Partii Konserwatywnej z Borisem Johnsonem, uzyskując 46,656 (ok. 34%) głosów członków partii. Nie przyjął zaoferowanego mu przez Johnsona stanowiska ministra obrony narodowej i 24 lipca został zastąpiony na stanowisku ministra spraw zagranicznych przez Dominica Raaba. 14 października 2022 został ministrem finansów (kanclerzem skarbu) w gabinecie Liz Truss. To samo stanowisko sprawował w gabinecie Rishiego Sunaka (do czasu jego dymisji 5 lipca 2024) oraz w utworzonym przez Sunaka gabinecie cieni. Nie wszedł w skład kolejnego gabinetu cieni, kierowanego przez Kemi Badenoch.  